# Túrovo (Vladímir)
|  | Per a altres significats, vegeu «Túrovo». |

Túrovo (en rus: Турово) és un poble de l'óblast de Vladímir, a Rússia, segons el cens del 2010 tenia 4 habitants. Pertany al districte municipal de Sóbinka.